# Ewa Skrodzka
Ewa Barbara Skrodzka – polska fizyk i akustyk, doktor habilitowana nauk fizycznych. Specjalizuje się w akustyce, psychoakustyce oraz wibroakustyce, nauczyciel akademicki Uniwersytetu im. Adama Mickiewicza w Poznaniu oraz poznańskiej Akademii Muzycznej.

## Życiorys
Stopień doktorski uzyskała w 1995 na podstawie pracy pt. Modelling of the Sound Field of Loudspeakers Based on their Dynamic Behaviour (promotorem był prof. Edward Hojan). 
Na macierzystym Wydziale Fizyki UAM pracuje jako profesor nadzwyczajny i kierownik w Zakładzie Elektroakustyki Instytutu Akustyki. W pracy badawczej zajmuje się takimi zagadnieniami jak: optymalizacja doboru i dopasowania aparatów słuchowych osobom ze słuchem uszkodzonym, modelowanie numeryczne układu słuchowego oraz akustyka instrumentów muzycznych. Prowadzi zajęcia m.in. z akustyki mowy, elektroakustyki, audiometrii mowy oraz miernictwa aparatów słuchowych. Wykłada także w Katedrze Lutnictwa Artystycznego Wydziału Instrumentów Smyczkowych, Harfy, Gitary i Lutnictwa Akademii Muzycznej w Poznaniu. 
Autorka monografii Modelowanie funkcjonowania błony podstawnej ucha ludzkiego w stanie fizjologicznym i w niektórych stanach patologicznych metodą elementów skończonych (Wydawnictwo Naukowe UAM 2006, ISBN 83-232-1615-0). Współautorka (wraz z Aleksandrem Sękiem) tłumaczenia podręcznika Wprowadzenie do psychologii słyszenia Briana C. J. Moore'a (wyd. PWN 1999, ISBN 83-01-12766-X). Swoje prace publikowała m.in. w "The Journal of the Acoustical Society of America", "Applied Optics", "Acta Physica Polonica" oraz "Archives of Acoustics". Jest członkiem Polskiego Towarzystwa Akustycznego.